# Crioestaminal
Crioestaminal - Saúde e Tecnologia, SA, fundada em 2003, foi o segundo banco familiar de criopreservação de células estaminais da Península Ibérica. Pioneira e líder em Portugal no isolamento e criopreservação de células estaminais do sangue e do tecido do cordão umbilical, a Crioestaminal foi o primeiro laboratório de criopreservação autorizado pelo Ministério da Saúde, à data pela Autoridade para os Serviços de Sangue e da Transplantação (ASST) (atual Direção-Geral de Saúde) e o único banco a ser acreditado pela AABB - Associação Americana de Bancos de Sangue em Portugal. Na Europa, são apenas cinco as empresas acreditadas pela AABB.

Atualmente a Crioestaminal tem mais de 100.000 amostras criopreservadas.

## História
A Crioestaminal foi fundada em 2003 por um conjunto de cientistas e profissionais da área das ciências da vida.
Um dos principais marcos na vida da Crioestaminal dá-se em 2006 com a abertura do laboratório no Biocant Park.
Ainda em 2006, a Crioestaminal criou o Genelab – Diagnóstico Molecular  empresa que se dedica a diagnóstico com técnicas de biologia molecular.
Em 2007 deu-se o primeiro transplante com células estaminais guardadas num banco familiar em Portugal. A amostra guardada na Crioestaminal foi utilizada para o tratamento de uma criança que sofria de Imunodeficiência Combinada Severa (SCID). Estas células estaminais pertenciam ao irmão dessa criança e estavam armazenadas na Crioestaminal desde 2003.
O Grupo Crioestaminal adquiriu em 2010 a marca Celvitae, com sede em Madrid, fortalecendo assim presença no mercado espanhol.
Em 2011, a Crioestaminal lançou um novo serviço que permite a criopreservação das células estaminais mesenquimais do tecido do cordão umbilical.
Em 2013, a Crioestaminal anunciou um projeto de expansão do seu laboratório, transformando a empresa no 2º maior banco familiar de criopreservação da Europa. No mesmo ano foi distinguida com o prémio Escolha do Consumidor.
A Crioestaminal foi em 2014, a marca com consumidores mais satisfeitos, de entre 613 marcas avaliadas por 70 mil consumidores, revelou a Escolha do Consumidor.
Nesse ano, foi ainda libertada mais uma amostra de sangue do cordão umbilical para tratar uma criança de 5 anos com paralisia cerebral. A infusão foi realizada pelo Dr. Luís Madero, no Hospital Niño Jesus, Madrid.
Em 2015, a Crioestaminal contava já com mais de 65.000 famílias que escolheram a escolheram para guardar as suas células estaminais. Com a expansão do laboratório no início do ano, tornou-se num dos maiores da Europa com capacidade para 300 mil amostras.
Em 2016 é nomeada pela 3ª vez consecutiva como Escolha do Consumidor, bem como nos anos seguintes, sendo 2019 o 6º ano consecutivo.
O ano de 2018 ficou marcado pela libertação de duas amostras guardadas na Crioestaminal, desta vez para tratamento de duas crianças com Autismo. Tratamento inserido num ensaio clínico na  Duke University, nos Estados Unidos.

## Investigação
A Crioestaminal investe uma parte significativa das suas receitas no desenvolvimento de projetos de investigação, com o objetivo de alargar o âmbito de aplicações terapêuticas das células estaminais do sangue do cordão umbilical. Desenvolve vários projetos em conjunto com entidades de investigação, como o Instituto Superior Técnico de Lisboa, o Centro de Neurociências e Biologia Celular da Universidade de Coimbra e o Centro de Histocompatibilidade do Centro.
Desde o primeiro transplante de células estaminais em Portugal em 2007, mais seis amostras de células estaminais guardadas na Crioestaminal foram utilizadas num ensaio clínico, liderado pela Duke University, para o tratamento de crianças com paralisia cerebral, e duas outras para tratamento de autismo no âmbito de um ensaio clínico na mesma instituição.
Resultado dos seus esforços de investigação & desenvolvimento, a Crioestaminal é a primeira empresa nacional a deter uma patente para uma terapêutica com base em células estaminais. Esta patente refere-se a uma formulação em gel com células estaminais do sangue do cordão umbilical para o tratamento de feridas crónicas em diabéticos, uma condição normalmente conhecida por “pé diabético”. A investigação foi desenvolvida por Lino Ferreira, investigador do Centro de Neurociências e Biologia Celular da Universidade de Coimbra.
Desde 2005, com a criação do Departamento de Investigação e Desenvolvimento (I&D), a Crioestaminal tem desenvolvido projetos de I&D com o objetivo de aumentar o conhecimento e as aplicações terapêuticas das células que guarda. Neste sentido, criou o Primeiro Banco Mundial de Amostras de Células Estaminais do Sangue e Tecido do Cordão Umbilical para investigação, com doações feitas pelos portugueses.
Com parceiros de vanguarda, a Crioestaminal tem ainda 6 projectos, apoiados pelo QREN, na área das terapias celulares:
- Projecto Woundcord: aplicação conjunta de células estaminais do sangue do cordão umbilical com células endoteliais em doentes com feridas crónicas, com o objetivo de melhorar a cicatrização das mesmas por diminuição da inflamação e revascularização da área afetada pela ferida.
- Projecto Injectcord: desenvolvimento de novas plataformas para o transplante de células isoladas do Sangue do Cordão Umbilical, de forma a permitir a regeneração cardíaca após problemas isquêmicos.
- Projecto Isocord: no âmbito da otimização do isolamento e caracterização de células estaminais mesenquimais do Tecido do Cordão Umbilical, este projeto tem como objetivo dar suporte à expansão de células estaminais hematopoiéticas em casos de transplante e à regeneração neural.
- Expansão Celular: desenvolver um método que permita aumentar o número de Células Estaminais hematopoiéticas das amostras de sangue do cordão umbilical para garantir a viabilidade de transplantes em adultos.
- Projecto Exocord: avaliação do efeito terapêutico de fatores de crescimento libertados pelas células estaminais do sangue do cordão umbilical na cicatrização de feridas crónicas em modelo animal de diabetes.
- Projecto aDVANCe: desenvolvimento de novas terapias anti-cancro.

## Células Estaminais do Cordão Umbilical e Criopreservação
As células estaminais, também chamadas células precursoras ou células mãe, são células com capacidade para darem origem às células especializadas que constituem os tecidos e órgãos do nosso corpo. Esta especialização acontece ao longo de toda a vida. As características das células estaminais permitem a reparação de tecidos danificados e a substituição das células que vão morrendo, sendo, por isso, tão importantes no tratamento de diversas doenças.
Entre as diversas fontes de células estaminais (tecido adiposo, cordão umbilical -sangue e tecido-, medula óssea e sangue periférico), as células do cordão umbilical destacam-se pela maior aceitabilidade no grau de compatibilidade HLA entre dador e doente, pelo menor risco de doença do enxerto contra hospedeiro (DECH), uma complicação grave que pode ocorrer após um transplante hematopoiético, pela sua disponibilidade imediata das células para transplantação e pelo facto do sangue e tecido do cordão umbilical, serem facilmente colhidos após o parto, num processo indolor que não apresenta qualquer risco para a mãe ou para o bebé.
As células do sangue do cordão umbilical (células estaminais hematopoiéticas), são já usadas no tratamento de mais de 80 doenças. No que se refere às células do tecido do cordão umbilical (células estaminais mesenquimais), estas têm um enorme potencial terapêutico tendo já sido usadas para combater a DECH.
As células do tecido do cordão umbilical têm propriedades diferentes das células do sangue do cordão. Estas podem diferenciar-se em cartilagem, osso e músculo, entre outros tecidos, estão atualmente a ser investigadas no âmbito da medicina regenerativa (órgãos e tecidos a partir de células estaminais).
Para que seja possível recolher e guardar das células estaminais do cordão umbilical, existe um processo que permite que as mesmas sejam armazenadas por décadas e utilizadas de imediato, pelo próprio ou por algum familiar compatível, no tratamento de várias doenças. Este processo designa-se por Criopreservação.
A criopreservação consiste em conservar as células por longos períodos de tempo, a baixas temperaturas (-196º C), sem que estas percam a sua viabilidade.
As primeiras células estaminais do sangue do cordão umbilical foram criopreservadas no final dos anos 80. É com essas células estaminais que são feitos os estudos de viabilidade que demonstram a viabilidade de manter células criopreservadas durante 25 anos.
O único momento em que pode ser feita a criopreservação de células estaminais do cordão umbilical é no período de 72 horas a seguir à sua colheita no momento do parto. A colheita é simples, segura e indolor. Após a clampagem do cordão umbilical, o sangue é colhido para um saco próprio e o tecido para um frasco, sendo devidamente acondicionados de modo a garantir a sua segurança no transporte até ao laboratório.